# Dante Pergreffi
Dante Pergreffi (Fabbrico, 31 dicembre 1961 – Fabbrico, 14 maggio 1992) è stato un bassista italiano che ha fatto parte dei Nomadi per otto anni, a partire dal 1984.

## Biografia
Dopo cinque anni di militanza nei seminali Saskatchewan, dal 1979 al 1983, entra a far parte dei Nomadi come bassista nel 1984, sostituendo il dimissionario Umberto Maggi e in vista delle registrazioni di Ci penserà poi il computer.
Muore a pochi chilometri da casa, il 14 maggio 1992 all'età di 30 anni a causa di un incidente automobilistico a bordo della sua Saab 900 S turbo cabriolet di rientro dal Midnight Café di Correggio.
Ribattezzato affettuosamente da Augusto Daolio Principe Desiderio per il suo carattere estroverso ed allegro, Dante riposa nel cimitero di Fabbrico, la sua città natale. Il suo posto in seno alla band verrà ufficialmente preso dall'allora diciannovenne Elisa Minari.
Gli album Ma noi no, Ma che film la vita, Contro e Canzoni nel vento escono postumi.
 Seppur accreditato alla formazione del 1992 – il primo – è una raccolta di vecchi brani dei Nomadi riregistrati principalmente da turnisti in compagnia del solo Augusto Daolio; l'album viene dedicato al bassista scomparso. Il secondo e il quarto sono due live album contenenti registrazioni della seconda metà degli anni '80 (Canzoni nel vento) e di inizio anni '90 (Ma che film la vita). Contro è l'ultimo album di brani inediti registrato da Dante e da Augusto, pubblicato nel 1993.
A vent'anni dalla scomparsa sua e di Augusto Daolio, il 25 febbraio 2012 viene messo in commercio un nuovo live album intitolato È stato bellissimo, comprendente registrazioni che vanno dall'estate del 1984 a quella del 1990 e che vedono Pergreffi in seno alla band.

## Ricordi
Il Comune di Torino gli ha dedicato una targa in un giardino pubblico nel quartiere di Madonna di Campagna in data 18/03/2023, alla presenza di Beppe Carletti.

## Discografia
Con i Nomadi
- 1985 – Ci penserà poi il computer
- 1986 – Quando viene sera
- 1987 – Nomadi in concerto
- 1988 – Ancora Nomadi
- 1990 – Solo Nomadi
- 1991 – Gente come noi
- 1992 – Ma noi no
- 1992 – Ma che film la vita
- 1993 – Contro
- 2011 – Canzoni nel vento
- 2012 – È stato bellissimo

Con i Saskatchewan
- 1979 – Studio - demo
- 1979 – Live al castello - demo
- 1983 – ...Per le vie di Fabbrico
- 2007 – Raccolta - demo
- 2009 – Je Voulè Tois Mon Amour ...Non È Francese